# مصرف اربيل للاستثمار والتمويل
مصرف اربيل للاستثمار والتمويل مصرف عراقي خاص أُسس عام 2010،  يبلغ رأس المال للمصرف 265 مليار دينار.